# Chiesa di Nostra Signora di Coros
La chiesa di Nostra Signora di Coros è un edificio religioso situato a Tula, centro abitato della Sardegna settentrionale.
Edificata probabilmente nel periodo 1100-1150 è consacrata al culto cattolico e fa parte della parrocchia di Sant'Elena Imperatrice, diocesi di Ozieri.

## Bibliografia

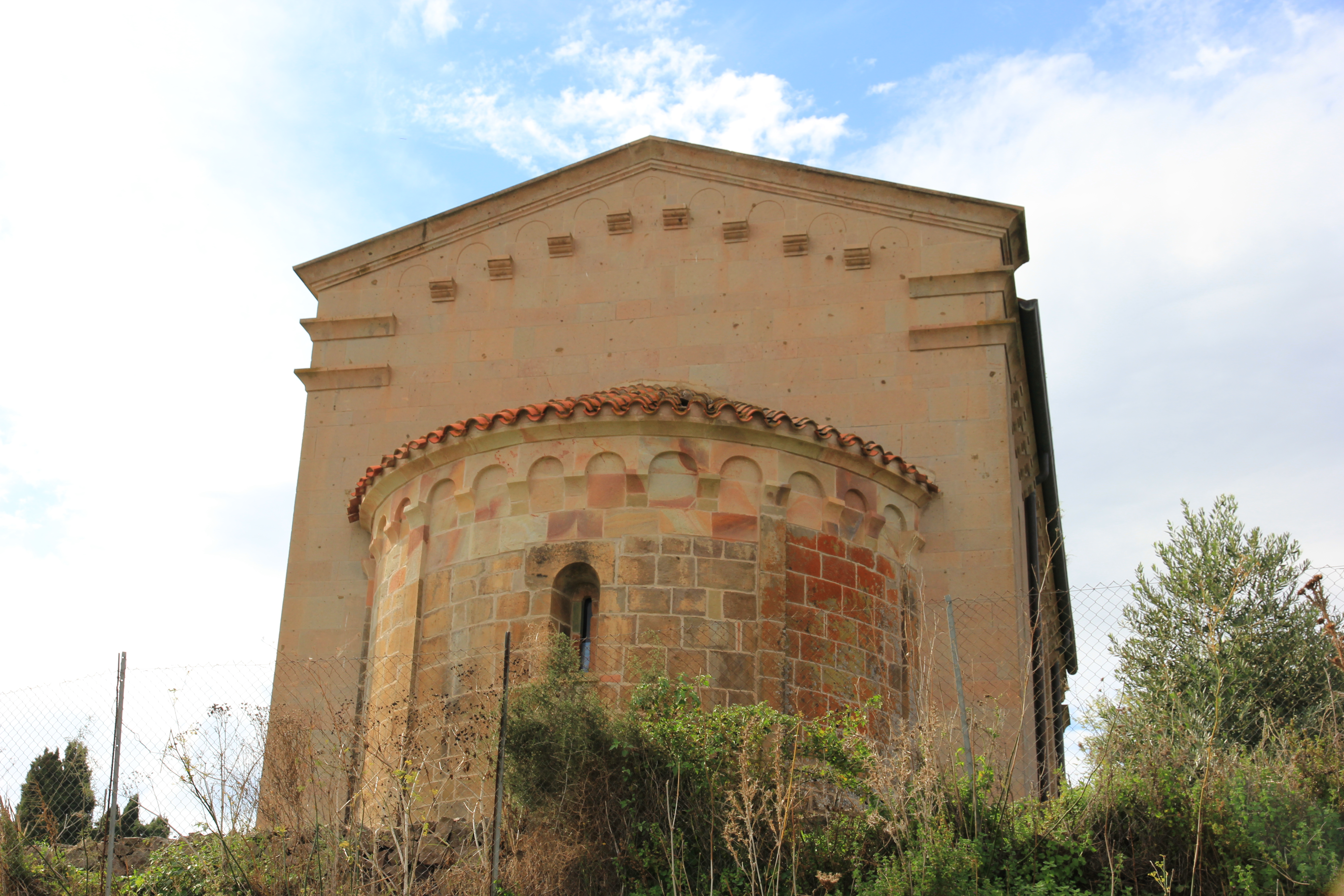